# Virginia Ungar
Virginia Ungar, née en 1948, est une psychanalyste médecin argentine, élue en juin 2015 pour occuper la charge de Présidente de l'Association psychanalytique internationale (API) de 2017 à 2021. C'est la première femme à accéder à ce poste depuis que Sigmund Freud et un groupe de collaborateurs ont fondé cet organisme le 30 mars 1910,.

## Biographie
Née le 25 septembre 1948, fille du radiologue argentin José Leonardo Ungar, Virginia Ungar effectue ses études à la Faculté de médecine de l'Université de Buenos Aires. Elle participe ensuite à des groupes d'étude sur la pensée de Freud puis se consacre à la lecture des ouvrages de Mélanie Klein. Elle devient spécialiste des enfants et adolescents et est accréditée par l'API en 2005.
Elle commence sa formation psychanalytique à l'Institut de Psychanalyse de l'Association Psychanalytique de Buenos Aires appelé aujourd'hui l'Institut universitaire de santé mentale. Horacio Etchegoyen, médecin psychanalyste argentin qui présida l'API entre 1993 et 1997, fut l'un de ses mentors. Elle effectue plusieurs voyages à Londres pour des supervisions avec Hanna Segal. Par la suite, sous l'influence de Donald Meltzer, elle commence à s'intéresser à l'observation des bébés avec la méthode d'Esther Bick, ainsi qu'aux enfants autistes. Les idées de Wilfred Bion constituent aussi un apport significatif à sa formation comme psychanalyste. Elle prend également en compte les idées de Donald Winnicott, Piera Aulagnier et André Green entre autres.
La notion de transfert et de contre-transfert telle que la décrivit Heinrich Racker en Argentine est l'un de ses concepts centraux.
Dès 1977, elle commence à pratiquer la psychanalyse en libéral. Depuis 1991, elle est membre de l'API où elle est investie de plusieurs charges.
Elle a écrit des chapitres de livres et a présenté, publié et évalué de nombreux travaux scientifiques dont les thèmes incluent l'observation des enfants et sa relation avec le travail analytique, la psychanalyse des enfants, des adolescents gravement perturbés ainsi que le processus psychanalytique. Elle collabore avec la presse par l'intermédiaire d'articles ou d'entretiens.

## Distinctions
Elle reçoit en 2016 le Prix de la Fondation Konex en tant que psychanalyste la plus distinguée de la décennie.

## Publications
- Child and Adolescent Psychoanalysis in Latin America In Truth, Reality and the Psychoanalyst. Latin American Contributions to Psychoanalysis, edited by Sergio Lewcowitz and Silvia Flechner. London: International Psychoanalytical Association Press, 2005.
- Working with Adolescents Today, in Adolescencias: trayectorias turbulentas, edited by M.C. Rother Hornstein, Buenos Aires: Paidós, 2006.
- Changes and Invariants in Child Psychoanalysis In Gruppale-Duale. Il lavoro clinico in psicoanalisi con bambini e genitori, Vol. 1, edited by Giorgio Corrente, Rome: Ed. Magi, 2013.
- Tracking Patient Transformations: The Function of Observation in Psychoanalysis, with Margaret-Ann Fitzpatrick Hanly, in Time for Change: Tracking Transformations in Psychoanalysis – The Three-Level Model, edited by Marina Altmann de Litvan, London: Karnac Books 2014.
- Ruptures and Continuity in Psychoanalytical Transmission, in Psychoanalysis of Child and Adolescent. State of the Arts and Perspectives, edited by Sesto-Marcello Passone and Florence Guignard, SEPEA Collection, Paris: In Press Editions, 2014.
- Clinical Practice with Adolescents in the 21st Century, in Playing and Reality Revisited. Psychoanalytic Classics Revisited, edited by G. Saragnano and C. Seulin, London: Karnac Books (forthcoming).
- Playing and Reality Revisited : A New Look at Winnicott's Classic Work, publié par Gennaro Saragnano,Christian Seulin
- Infant Observation and its Relation to our Work as Psychoanalysts, in collaboration, International Journal of Infant Observation 1, 2, February 1998.
- Dreams and Creativity Revista de Psicanálise da SPPA, 6, 3, 1999.
- Transference and Aesthetic Model, Psicanálise (Journal of the SBPdePA), 2, 1, 2000.
- Psychoanalytic Attitude, APdeBA, 2000.
- Supervision: A Container-Contained Approach, in collaboration with Luisa Busch de Ahumada. International Journal of Psychoanalysis, Vol. 82, 2001.
- Erna and Melanie Klein, in collaboration with Tabak de Bianchedi, Etchegoyen, Nemas and Zysman. International Journal of Psychoanalysis, Vol. 84, 2003.
- Childhood Neurosis as a Development Organizer, Revista Brasileira de Psicoterapia, 5, 2, March 2004, Porto Alegre, Brazil.
- Child Psychoanalysis: Most Frequent Consultations Today, Psicoterapia Psicoanalítica, 8, 2006, Porto Alegre, Brazil.
- The Analyst at Work. A contemporary child-case discussion, International Journal of Psychoanalysis, Vol. 90, Nº 1, Febrero 2009.
- Übertragung und Gegenübertragung in der Kinderanalyse heute-soziokulturelle Einflüsse, Psychoanalyse, Kultur, Gesellschaft DPV-Herbsttagung, 2009.
- A Contemporary Child-Case Discussion, Libro Anual de Psicoanálisis. Published also as “Analitiker bei der Arbeit. Diskussion einer aktuellen Kinderanalyse”, Kinderanalyse XVII, 3, July 2010. Published in France as Une discussion contemporaine d’un cas d’enfant, L’Année Psychanalytique Internationale, Paris, 2010[9].
- La fin de l'adolescence aujourd'hui, Revue Française de Psychanalyse, 77, 2, 2013[10].
- ¿Who Can Be a Psychoanalyst? Notes on an Interminable Construction, Revista Calibán, “Realities and Fictions,” Vol. 12, 2014.